# Foix Péter navarrai régens
Foix Péter (Pau, 1449. február 7. – Róma, 1490.  augusztus 10.), Ifjabb Foix Péter, franciául: Pierre de Foix dit le Jeune, okcitánul: Pèire de Fois, spanyolul: Pedro de Foix, baszkul: Petri Foixkoa Gaztea/Petri Nafarroakoa, bretonul: Pêr Foix, olaszul: Pietro di Fuxa, il Giovane, katalánul: Pere de Foix, németül: Pierre von Foix der Jüngere, latinul: Petrus de Fucsio/Fuxio, navarrai királyi herceg 1479-től, Navarra társrégense 1479-től, Vannes püspöke (1476–1490), bíboros 1476-tól. Aragóniai Beatrix magyar királyné másodfokú unokatestvére, és ezért Beatrix férje, I. Mátyás magyar király 1490-ben lépéseket tett az érdekében a pápánál a megüresedett salzburgi érseki székbe való emelésére. II. (Hitetlen) János aragón király anyai unokája, II. (Katolikus) Ferdinánd unokaöccse, bár három évvel volt idősebb a nagybátyjánál és Candale-i Anna magyar királynénak pedig az anyai nagybátyja. A Foix(-Grailly)-ház tagja.

## Élete

Foix Péter bíboros címere

IV. Gaston, Foix grófja és I. Eleonóra navarrai királynő másodszülött fia. Apja apai nagybátyjától, az azonos nevű bíborostól, Foix Pétertől (1386–1464) való megkülönböztetésére az Ifjabb jelzővel is el szokták látni. Miután Ifjabb Foix Pétert szülei és anyai nagyapja, II. János aragóniai király egyházi pályára szánták, így nagynagybátyja, Idősebb Foix Péter bíboros kezei között nevelkedett. Paviába küldte, ahol jogot tanult, és megszerezte a doktori címet. Egyik húga, Foix Margit breton hercegné révén, aki II. Ferencnek, Bretagne uralkodó hercegének volt a felesége, 1476-ban kinevezték Bretagne-ban Vannes (Gwened) püspökévé. Ugyanebben az évben, 1476. december 18-án IV. Szixtusz pápa megtette őt bíborossá. 1479-ben, anyja I. Eleonóra néven trónra lépett Navarrában, így a még élő testvéreivel együtt megkapta a navarrai királyi herceg (infáns) címet, és mivel anyja egy hónapos királynői uralkodása után meghalt, így a kiskorú unokaöccse, I. Ferenc Phoebus navarrai király nevében a régenstanács tagja lett sógornőjével, a kis király édesanyjával, Valois Magdolnával együtt. Navarrában a hagyományos trónöröklést támogatta, amely szerint a nők akkor is örökölhetik a trónt, ha van más férfi tagja a dinasztiának. Eszerint egy az elsőszülöttség rangjában előbbre sorolt férfi leszármazott, azaz Gaston vianai herceg lánya, azaz Katalin elsőbbséget élvez az elsőszülöttség szerint hátrébb sorolt herceggel, azaz Gaston vianai herceg öccsével, Foix Jánossal (1450 után–1500) szemben. Ezért unokaöccse halála után 1483-ban az elhunyt király húgát, Katalint támogatta a saját öccse, I. Eleonóra harmadszülöttje, Foix János narbonne-i algróf ellenében, főleg, hogy Péter bíboros a másodszülött volt, és megelőzte trónkövetelő öccsét a trónöröklés sorában.
Magyarországon is felfigyeltek a tevékenységére, hiszen tanult és ügyes ember lévén, aki sokat tett családja érdekében, IV. Szixtusz utóda, VIII. Ince pápa őt küldte a Nápolyi Királyságba követnek. A nápolyi király, I. Ferdinánd lánya, Beatrix királyné pedig közeli rokonságban állt ifjabb Foix Péter bíborossal, hiszen Beatrix apai nagyapja, V. Alfonz aragón és nápolyi király, valamint Péter bíboros anyai nagyapja, II. János navarrai és aragón király testvérek voltak.
Éppen ezért Hunyadi Mátyás az 1489. december 15-én Beckenschläger János korábbi esztergomi érsek halálával megüresedett salzburgi érseki székbe, mely a magyar király szerint az ő fennhatósága alatt áll, Beatrix királyné unokatestvérét jelölte, valószínűleg a felesége erőteljes kérésére. Beatrix korábban is előszeretettel helyeztette rokonait a Magyar Királyság fennhatósága alatt álló jól jövedelmező vezető állami és egyházi tisztségekbe, és Mátyás ez ügyben 1490. március 8-ai levelében fordult VIII. Ince pápához. Mátyás olyan alkalmas és simulékony embert akart e főpapi tisztségre, aki a magyar király és III. Frigyes német-római császár közötti ellenséges viszonyt nem növeli, mint Beckenschläger tette, hanem tapintatossága és élelmessége segítségével remélhetőleg elsimítja majd. Wertner kiemeli, hogy Mátyás latin nyelvű levelében másolási hibából de Fuscio szerepel de Fucsio (Fuxium) helyett, amely a latin megfelelője a francia Foix névnek. Bár Wertner állítása szerint a salzburgi érseki szék semmiképpen sem lehetett betöltve 1490. március 8-a előtt, tekintve, hogy Beckenschläger még csak az előző év december 15-én halt meg, és mivel a hírek akkoriban sokkal lassabban terjedtek, Mátyás levele kétségtelen bizonyíték szerinte arra a tényre, hogy az érseki szék még üresedésben volt a király életében. Ugyanakkor VIII. Ince pápa öt nappal korábban, 1490. március 3-án hagyta jóvá Schaunbergi Frigyes 1489. december 19-ei megválasztását Salzburg érsekévé. Eszerint Mátyás vagy nem tudott az érsekválasztásról vagy nem fogadta el a választás eredményét, de mindenképpen késlekedve küldte el a levelét a pápának. Azt azonban Mátyás bizonyára nem gondolhatta, és kétségtelenül még nem is tudhatott arról, hogy a pápa már kinevezte az új érseket, akit viszont még nem szenteltek fel, nem iktattak be a tisztségébe. Beatrixnak így még lehetett volna a birtokában egy eszköz a pápai döntés megváltoztatására és a jelöltje, Foix Péter számára kieszközölni a kinevezést a diplomáciai nyomásgyakorlás révén.
A pápai döntés megváltoztatása és Foix Péter bíboros érseki kinevezése azonban elmaradt, mert a bíboros jelöltségének legfőbb támogatója, Mátyás király a pápának írott levél keltétől számított egy hónapon belül, 1490. április 6-án váratlanul elhunyt Bécsben, és Magyarországon a trónöröklési harc miatt a salzburgi érseki kinevezés érdektelenné vált, így Schaunbergi Frigyest 1490.május 2-án akadálytalanul felszentelhették és beiktathatták a salzburgi érseki székbe.
Foix Péter bíboros így kénytelen volt tudomásul venni, hogy nem ő lett Salzburg érseke, és pár hónappal Mátyás után, augusztus 10-én Rómában ő is meghalt.
Unokatestvérének, Beatrix királynének a távozása (1500) után a magyar királynéi székből, Foix Péter bíboros egy másik közeli rokona is magyar királynévá vált, nevezetesen legkisebb húgának, Foix Katalin navarrai hercegnőnek a lánya, Candale-i Anna követte 1502-ben Beatrixot immár II. Ulászló hitvesei sorában.
Péter bíborost a római Santa Maria del Popolo templomban helyezték örök nyugalomra.